# Gandalf Airlines
Pour les articles homonymes, voir Gandalf (homonymie) et GNF.
Gandalf Airlines (code AITA : G7 ; code OACI : GNF) était une compagnie aérienne italienne, fondée en 1998, basée sur l'Aéroport de Bergame-Orio al Serio (près de Bergame mais souvent vendu comme Milan). 
Elle fut déclarée en faillite le 19 février 2004 et rachetée par Alitalia pour ses droits de vol.